# Губківська сільська рада
Губківська сільська́ ра́да — колишній орган місцевого самоврядування в Березнівському районі Рівненської області. Адміністративний центр — село Губків.

## Загальні відомості
- Губківська сільська рада утворена в 1939 році.
- Територія ради: 87,197 км²
- Населення ради: 895 осіб (станом на 2001 рік)

## Населені пункти
Сільській раді були підпорядковані населені пункти:
- с. Губків
- с. Мочулянка

## Склад ради
Рада складалася з 12 депутатів та голови.
- Голова ради: Касянчик Дмитро Максимович
- Секретар ради: Кручок Любов Володимирівна

### Керівний склад попередніх скликань
| ПІБ                        | Основні відомості                                                             | Дата обрання | Дата звільнення |
| -------------------------- | ----------------------------------------------------------------------------- | ------------ | --------------- |
| Сухляк Іван Олександрович  | Сільський голова, 1957 року народження, безпартійний                          | 26.03.2006   | 31.10.2010      |
| Касянчик Дмитро Максимович | Сільський голова, 1960 року народження, освіта середня загальна, безпартійний | 31.10.2010   |                 |

Примітка: таблиця складена за даними сайту Верховної Ради України